# Ялтанец, Иван Михайлович
Ива́н Миха́йлович Ялтанец (род. 17 августа 1935, с. Куручивка, Донецкая область) — профессор (1993) Московского государственного горного университета, доктор технических наук (1991).

## Биография
Родился 17 августа 1935 года в селе Куручивка Ворошиловградской области Украины.
В 1960 году поступил в Московский Горный институт (сейчас – Горный институт НИТУ «МИСиС»).
С 1974 по 1979 годы — проректор Московского Горного института. С 1979 г. — доцент кафедры открытых горных работ этого института. В 1991 г. защитил докторскую диссертацию на тему «Исследование технологии гидровскрышных работ с размещением гидроотвала в выработанном пространстве карьера». С 1993 г. — профессор.
В 1993—1998 г. — член учёного Совета факультета «Разработка рудных и нерудных месторождений полезных ископаемых» Московского государственного горного университета. Один из организаторов I съезда гидромеханизаторов России «Настоящее и будущее гидромеханизации в современном мире» (1998). В сентябре 1999 г. избран действительным членом общественной организации Международная академия информатизации.
Является членом советов по защите докторских и кандидатских диссертаций Д 212.128.04, Д 212.128.05 при Московском государственном горном университете. Профессор кафедры «Технология, механизация и организация открытых горных работ» МГГУ.

## Научная деятельность
Исследовал полускальные породы на гидротранспорте, проводил технико-экономический анализ гидровскрышных работ с применением ЭВМ. Разработанные им методы расчёта технологических показателей разрезов применяются по сей день.
Автор более 80 публикаций, в том числе трёх монографий, учебника, и двух изобретений.

### Избранные труды
- Ялтанец И. М. Вопросы проектирования гидромеханизации на карьерах. — М., 1976. — 200 экз.
- Ялтанец И. М. Выбор параметров гидромеханизации на карьерах. — М.: Недра, 1980. — 165 с. — 1100 экз.
- Ялтанец И. М. Исследование параметров гидровскрышных работ на карьерах с применением экономико-математического моделирования : Автореф. дис. … канд. техн. наук. — М., 1973. — 16 с.
- Ялтанец И. М. Исследование технологии гидровскрышных работ с размещением гидроотвала в выработанном пространстве карьера : Автореф. дис. … д-ра техн. наук. — М., 1991. — 37 с.
- Ялтанец И. М. Проектирование открытых  гидромеханизированных и дражных разработок месторождений. — М.: Недра, 1984. — 230 с. — 1700 экз. || Ялтанец И. М. Проектирование гидромеханизации открытых горных работ. — 2-е изд., перераб. и доп.. — М.: изд-во МГГУ, 1994. — 480 с. — (Высшее горное образование). — 3000 экз. — ISBN 5-7418-0002-5.
- Ялтанец И. М., Егоров В. К. Гидромеханизация : Справ. материал. — М.: изд-во МГГУ, 1999. — 335 с. — (теория и практика горных работ). — 1800 экз. — ISBN 5-7418-0082-3.
- Ялтанец И. М., Кулигин В. И. Гидромеханизация открытых горных работ. — М.: изд-во МГГУ, 1996. — 739 с. — (Высшее горное образование). — 3000 экз. — ISBN 5-7418-0113-7.
- Ялтанец И. М., Щадов М. И. Практикум по открытым горным работам. — М.: изд-во МГГУ, 1996. — 407 с. — (Высшее горное образование). — 500 экз. — ISBN 5-7418-0064-5.

## Награды
- медаль «Ветеран труда» (1987)
- Лауреат премии «Золотое перо горняка»[4]
- знак «Шахтёрская слава» 3-й степени (1987)[уточнить].